# 알렉산드르 알렉산드로비치 대공

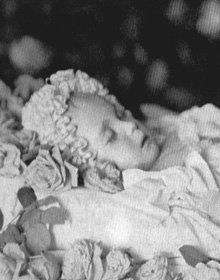
1870년 상여에서 알렉산드르 알렉산드로비치 대공

알렉산드르 알렉산드로비치 대공(러시아어: Александр Александрович, 1869년 6월 7일 ~ 1870년 5월 2일)은 러시아 제국의 황제 알렉산드르 3세와 다우마 애 단마르크 왕녀 사이에서 둘째 아들로 태어났다.
알렉산데르 대공의 아버지는 러시아의 알렉산데르 2세 황제의 살아있는 장남으로서 러시아 왕위의 명백한 계승자였다. 그는 니콜라이 2세의 남동생이었다.
알렉산데르 대공은 그의 첫 생일을 한 달 앞둔 1870년에 세균성 뇌수막염으로 사망했다. 그의 사망 이후, 그의 어머니는 그녀의 어머니인 루이제 폰 헤센카셀에게 다음과 같이 썼다: "의사들은 그가 고통을 받지 않았다고 주장하지만, 우리는 그를 보고 듣는 것을 몹시 고통스러워했습니다." 대공의 유일한 사진은 사후에 촬영되었다.
차레비치 알렉산더의 부관인 세르게이 D. 셰레메테프는 말을 타고 시신을 데리고 피터와 폴 요새로 갔다. 대공은 흰 대리석 석관으로 피터와 폴 대성당의 북쪽 본당에 묻혔다.